# 飛石
飛石（とびいし）
- 飛び飛びに配置された石を指す言葉。本項参照。
  - 日本庭園を渡り歩く足場とするために、飛び飛びに配置された石。
  - 川（主に小川）を渡る足場とするために、飛び飛びに配置された石。
  - 比喩的に、飛び飛びに配置されていることを指す言葉。
    - 飛石連休 - 平日をはさんで休日が1日飛んで配置されていることを指す言葉。
- 車両（主に自動車）走行中にタイヤが地面の石を弾くように飛ばすこと、それによって飛ばされた石を指す言葉。
- 水切りの別称の一つ。
- 日本人の姓の一つ。
- 直方隕石の古称。

飛石（とびいし、「飛び石」とも、英: Stepping stones, stepstones）は、人が歩くための通路として、飛び飛びに配置された石である。日本庭園では足場としてしばしば設置されるほか、川や池、庭の水面を渡る簡易な橋としても使用される。今日では、登山者やハイカーなどが渓流や激流を渡るための応急処置として使用される場合ことも多い。
また、何かが飛び飛びに配置されていることを比喩的に表現する言葉としても使用される（例：飛石連休）。

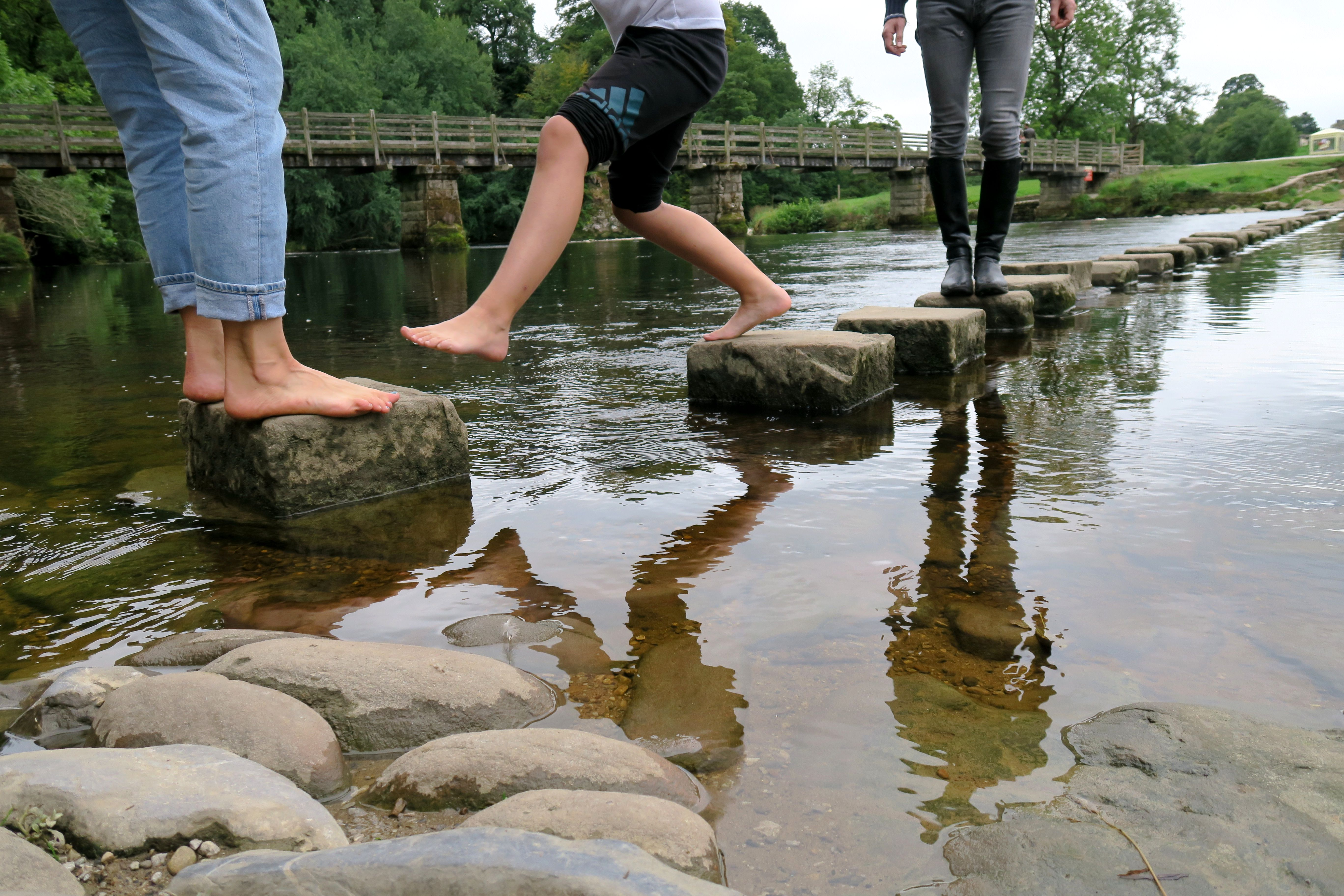
イギリス・ボルトン修道院の飛び石

## 世界各国の飛石

### 日本
日本庭園において、飛石はポピュラーな設置物のひとつである。古くは「伝い石」や「教（のり）の石」などとも呼ばれ、足元への泥の付着を避けたり、庭の芝生や植え込みを踏まないようにしたりする目的で設置された。主に縁側の沓脱石から離れや茶室までの間に置かれた。
直線的に配置するだけでなく、いくつかの石を少しずらして並べることで、庭を自然に美しく見せることができる。石は主に自然石の平石が使用される。

### スコットランド
スコットランド・ノース・エアシャーのエグリントン・ウッズにあるドルッケン・ステップ（Drukken Steps）と呼ばれる飛石は、1781年から1782年までアーバインに住んでいた詩人のロバート・バーンズと仲間のリチャード・ブラウンがよく訪れた場所であった。
"Drukken"は、レッドバーンを渡る際に、人が石から石へとステップを踏むように歩いたことに由来する。本来の石は、現在のものよりもずっと幅広で、7つかそれ以上が設置されていた。
バーンズ自身は「Drukken」ではなく「Drucken」というスコットランド語の綴りを使用していた。Drukken Stepsの遺構は現在エグリントン・カントリー・パーク（Eglinton Country Park）にある。 

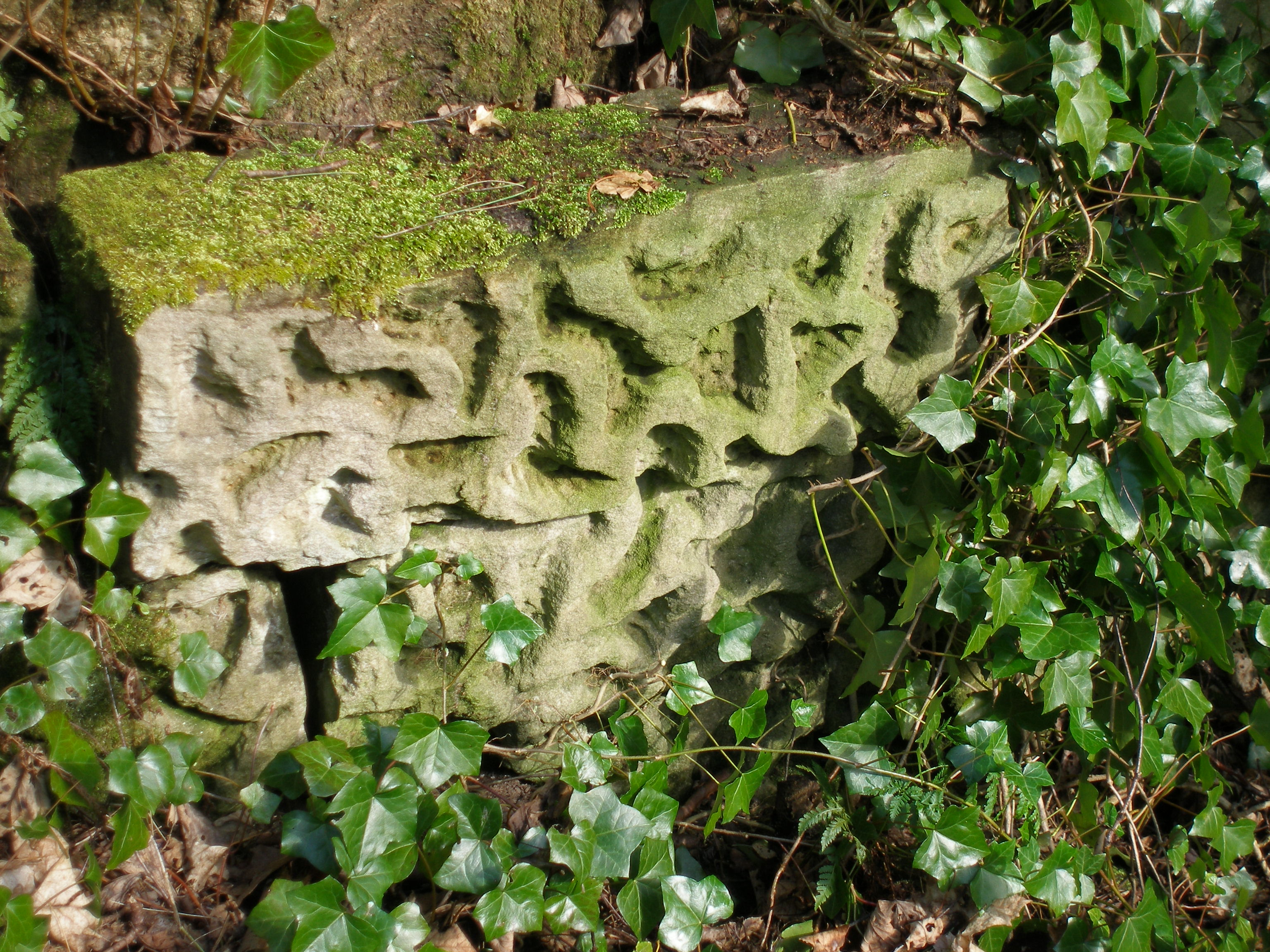
ドルッケン・ステップ (Drukken Steps) の漆喰石
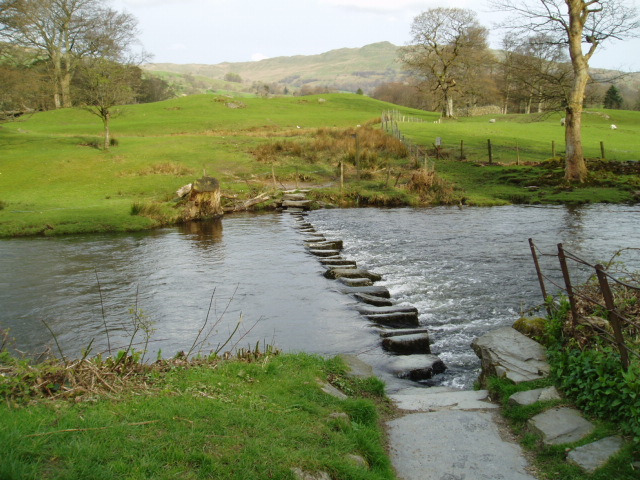
イギリス・湖水地方のw:River Rothayの飛石
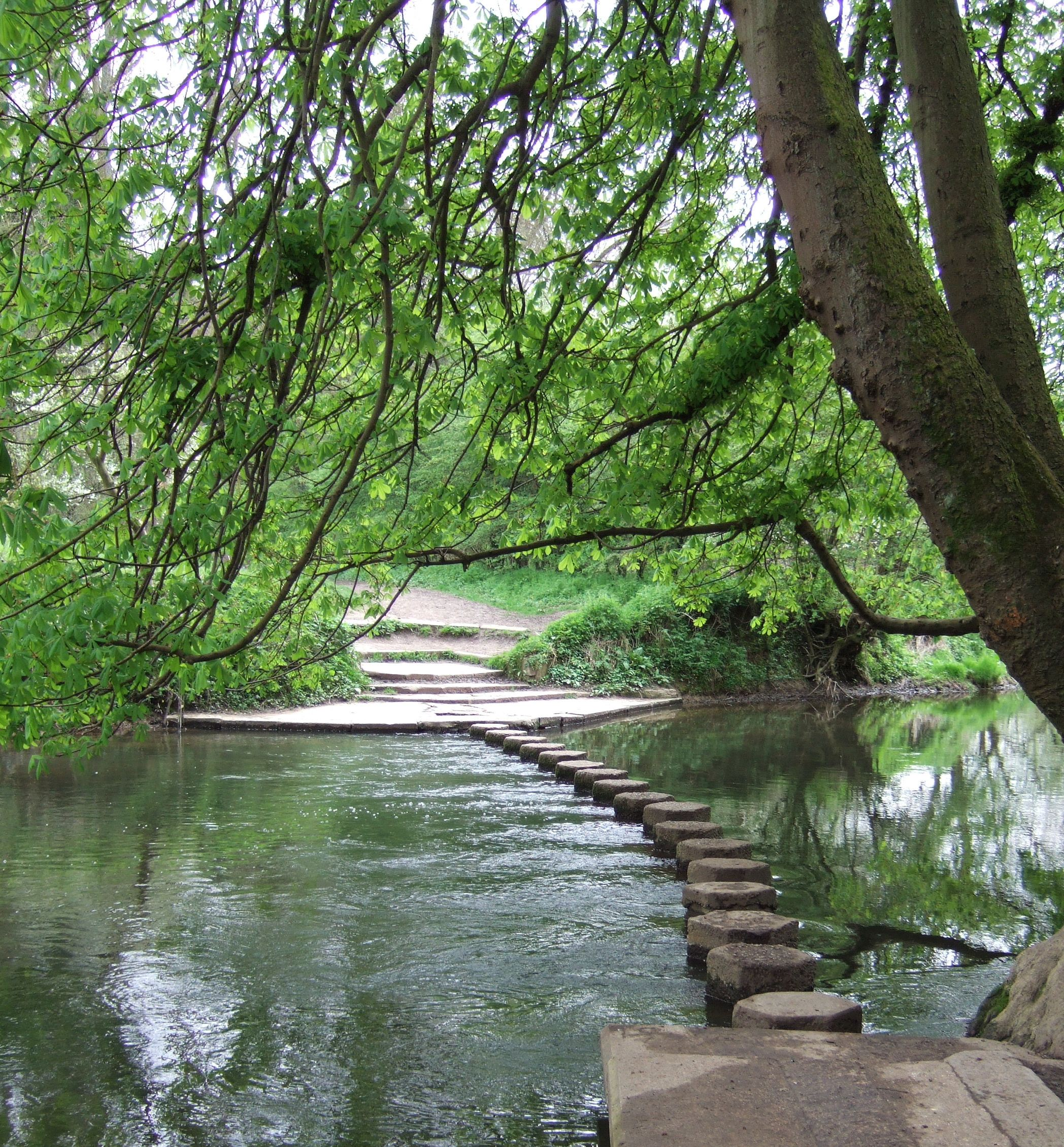
イギリス・サリー州ボックスヒルのふもとにあるモール川を横切る飛石